# Józef Suchecki
Józef Suchecki (ur. 9 grudnia 1945 w Małej Wsi) – polski mechanik, poseł na Sejm PRL IX kadencji.

## Życiorys
Od 1962 pracował w Szczecińskiej Stoczni Remontowej, m.in. jako mistrz na Wydziale Remontu Siłowni Okrętowych. W 1967 wstąpił do Polskiej Zjednoczonej Partii Robotniczej. W 1985 skończył Technikum Mechaniczne dla pracujących w Szczecinie. W 1985 uzyskał mandat posła na Sejm PRL IX kadencji z okręgu Szczecin. Zasiadał w Komisji Regulaminowej i Spraw Poselskich, Komisji Współpracy Gospodarczej z Zagranicą oraz w Komisji Transportu, Żeglugi i Łączności.